# Contea di Utena
La contea di Utena (in lituano Utenos apskritis) è una delle dieci contee della Lituania.
Dal 1º luglio 2010 ne sono stati soppressi gli organi amministrativi, dunque la contea ha solo valore statistico-territoriale.
Sostituisce integralmente quella che una volta era la storica regione dell’Aukštaitija.

## Storia
Utena è uno degli insediamenti più antichi della Lituania ed è menzionata per la prima volta in una cronaca del lontano 1261.

## Amministrazione

### Suddivisione amministrativa
La contea è divisa in 6 comuni. (Dati del 1º gennaio 2010)
Città:
- Comune di Visaginas (28.335)

Distretti rurali:
- Comune distrettuale di Anykščiai (31.088)
- Comune distrettuale di Ignalina (19.374)
- Comune distrettuale di Molėtai (22.475)
- Comune distrettuale di Utena (46.939)
- Comune distrettuale di Zarasai (19.855)

### Composizione etnica
|            | Censimento del 1923 | Censimento del 2001 | Censimento del 2011 |
| ---------- | ------------------- | ------------------- | ------------------- |
| Lituani    | 82,68% (90.091)     | 77,08% (143.340)    | 79,12% (120.260)    |
| Ebrei      | 7,38% (8.043)       | >1%                 | >1%                 |
| Polacchi   | 5,14% (5.605)       | 4,53% (8.428)       | 4,03% (6.126)       |
| Russi      | 4,52% (4.923)       | 13,42% (24.962)     | 12,44% (18.905)     |
| Bielorussi | 0,06% (65)          | 1,97% (3.668)       | 1,90% (2.882)       |
| Tedeschi   | 0,04% (46)          | 0,09% (175)         | 0,08% (119)         |
| Lettoni    | 0,04% (43)          | 0,11% (203)         | 0,09% (139)         |
| Kiti       | 0,13% (144)         | 1,54% (2.858)       | 1,24% (1.888)       |
| Tatari     | >1%                 | 0,19% (346)         | 0,15% (233)         |
| Ucraini    | >1%                 | 1,07% (1.982)       | 0,96% (1452)        |

## Economia
La contea vanta un sistema stradale tra i migliori del Paese a livello di collegamenti tra città. Le branche più sviluppate dell’economia locale comprendono il settore tessile, la trasformazione agroalimentare, la produzione di legname, di birra e di vino oltre alla produzione di energia elettrica.

## Turismo
La contea di Utena è la seconda destinazione turistica più popolare della Lituania, se si esclude la costa. Circs il 31% del territorio è ricoperto da foreste. Ci sono ben 1002 laghi nella contea, collegati talvolta tra loro tramite fiumi: gli specchi d’acqua forniscono varie possibilità di svago e di divertimento. Una delle maggiori attrazioni è il parco nazionale dell'Aukštaitija. Oltre a quest’area naturale protetta, ve ne sono altri sei nella regione. Vi è un gran numero di luoghi visitabili unicamente in tale contea, quali il lago Asveja, il più lungo della Lituania e il lago Tauragnas, il più profondo; il Museo equino, il Museo dell’apicoltura, il Museo etnocosmologico di Molėtai, la ferrovia a scartamento ridotto, tumuli sepolcrali e un insieme di sculture di pietra presso il lago Lūšiai.